# میرفندرسکی
مولانا سیدابوالقاسم بن ابوطالب میرحسینی فِندِرسکی مشهور به میرفندرسکی (حدود ۱۰۱۹-۹۴۲خورشیدی/۱۰۵۰–۹۷۰ه‍. ق/۱۶۴۰–۱۵۶۳م)، حکیم، دانشمند و فیلسوف عصر صفویه است. نیاکان او از سادات بزرگ استرآباد و از نوادگان موسی کاظم بودند و جد وی به نام «میرصدرالدین» در روستای جعفرآباد نامتلو از توابع فندرسک استرآباد صاحب زمین بود و پس از تاجگذاری شاه عباس یکم (۹۹۶ ه‍. ق) به دربار او پیوست. پدرش میرزابیک نیز در دستگاه شاه عباس خدمت کرده است و مورد احترام بوده است.
ابوالقاسم مقدمات علوم را در استرآباد فراگرفت، ولی بعداً برای تحصیل به قزوین و سپس اصفهان رفت و نزد علامه چلبی بیک تبریزی که از شاگردان افضل‌الدین محمد ترکه اصفهانی بود به تحصیل فلسفه و علوم دیگر پرداخت. در اصفهان شفا را تدریس می‌کرد و کسانی مانند آقا حسین خوانساری و ملّا رجبعلی تبریزی از شاگردان او بودند. اما بعداً به خاطر اینکه محیط فکری و علمی آن روزگار با روحیه آزادی‌طلب و تقلیدناپذیر او سازگاری نداشت، مانند استادش چلبی‌بیک تبریزی و بسیاری دیگر از اهل علم و ادب و عرفان و هنر عازم هندوستان - که دارای محیطی آزاد و به دور از تعصب بود - شد. در هند ظاهراً اغلب با آرا و عقاید هندوان و برهمنان هم آشنایی یافت و در بین آثار منسوب به وی رساله‌ای هم به نام «شرح جوگ با سشت» هست که در واقع حاشیه‌ای بر ترجمه فارسی این اثر و به هر حال حاکی از این آشنایی است. سفرهای متعدد او به هند، اگر بتوان بر روایات مؤلف دبستان المذاهب اعتماد کرد، ظاهراً وی را با فرقه آذر کیوانیه نیز آشنایی داده باشد اما به نظر نمی‌آید منجر به گرایش وی به عقاید آن جماعت شده باشد. به علاوه هند در آن زمان برای اکثر مستعدان عصر جاذبهٔ فوق‌العاده داشته و مسافرت حکیم متأله اصفهان به سرزمینی که در آن ایام شعرا و نویسندگان دائم از اصفهان و خراسان و شیراز بدانجا عزیمت می‌کردند نباید امری غیرعادی و متضمن تمایل خاص وی به عقاید و تعالیم هندوان تلقی گردد.
میرفندرسکی از معاصران میرداماد و شیخ بهایی و آقا حسین خوانساری و ملاصدرا بوده است و چندین تن از مدرسان حکمت معروف آن دوره، مانند ملاصادق اردستانی، محمدباقر سبزواری، آقاحسین خوانساری، میرزا رفیعای نائینی و شیخ رجبعلی تبریزی و ملاصدرا از شاگردان او بوده‌اند.
حکایاتی دربارهٔ تیزهوشی، بلندمرتبگی، و بی پروایی او در پاسخ گفتن به خرده‌گیریهای حاکمان و شاهان نقل کرده‌اند، که نشاندهنده دقت نظر، نیروی ذهن، شجاعت اخلاقی، وارستگی و آزادمنشی اوست.
میرفندرسکی وصیت می‌کند که در مدرسه محل تدریسش (مدرسه میر) واقع در تخت فولاد اصفهان به خاک سپرده شود که هم‌اکنون به عنوان تکیه میر فندرسکی شناخته می‌شود.

## آثار
از میرفندرسکی چند رساله کوتاه در حیطه موضوعات علمی و فلسفی، مقدار کمی حواشی و توضیحات بر ترجمه «جوگ باسشت» هندی و برخی اشعار و قطعه‌های منظوم برجای مانده است:
۱. مهم‌ترین اثر میرفندرسکی رساله فارسی معروف به صناعیه است که به عنوان «حقایق الصنایع» نیز شهرت دارد. او در این رساله صناعت را به مفهومی بسیار گسترده و به معنی هرچیز که از نیروهای عقلی و کاری آدم به ظهور و حصول پیوندد، گرفته است.
۲. «رساله فی الحرکه» نوشته کوتاهی است به زبان عربی در ۵ بخش در تعریف حرکت و گونه‌های آن و بیان آنکه هر حرکتی محتاج محرکی است و حرکات به‌طور کلی باید از محرکی واحد آغاز شوند که محرک اول است و خود محرکی ندارد.
1. رساله در تشکیک؛ نامه‌ای است رساله مانند که میرفندرسکی در پاسخ به پرسشی که آقا مظفر کاشانی دربارهٔ مسئله تشکیک در ذاتیات از او کرده بود نوشته است. میرفندرسکی در این نامه به شیوه مشائیان سخن می‌گوید و برخلاف اشراقیان که به تشکیک در ذاتیات قائلند. او ذاتیات را مقول به تشکیک نمی‌داند.
2. رساله در کیمیا به فارسی.
3. حواشی بر «جوگ باسشت»، متنی که میرفندرسکی بر آن حاشیه نوشته کتابی است در عرفان و حکمت هندی که در زمان «اکبرشاه» به فارسی ترجمه شد. اصل کتاب به نام «لگهویوگه و اسیشتهه»، چکیده‌ای است از منظومه بزرگ‌تری به نام «یوگه واسیشتهه» است که به نام‌های «مهار اماینه» و «واسیشتهه راماینه» نیز معروف است.

## اشعار
میرفندرسکی با آنکه بیشتر به تعلیم طریقهٔ حکمای مشایی اشتغال داشت، مثل فارابی و ابن سینا که وی مخصوصاً با آثار آنها سروکار داشت، از تمایلات عرفانی خالی نبوده و قصیده معروف او در باب تطبیق عالم علوی و سفلی از بعضی جهات یادآور آرای نوافلاطونی به نظر می‌رسد. این قصیده که تعدادی ابیاتش در ریاض‌العارفین و مجمع‌الصفحا هم آمده است بدینگونه است:
چرخ با این اختران نغز و خوش و زیباستی
                                           صورتی در زیر دارد آنجه در بالاستی
                    صورت زیرین اگر با نردبان معرفت
                                          بر رود بالا همان با اصل خودیکتاستی
                    جان اگر نه عارض استی زیر این چرخ کهن
                                            این بدن ها نیز دایم زنده و برپاستی
                    هرچه عارض باشد او را جوهری باید نخست
                                       عقل بر این دعوی ما شاهد و گویاستی
                    می توانی تو از خورشید این صفت ها کسب کرد
                                   روشن است و بر همه تابان و خودتنهاستی
                    صورت عقلی که بی پایان و جاویدان بود
                                         با همه و بی همه مجموعه و یکتاستی
                    جان عالم گویمش گر ربط جان دانی به تن
                                        در دل هر ذره هم پنهان و هم پیداستی
شرح‌های متعدد بر این قصیده نوشته شده است از آن جمله است شرحی از محمدصالح بین محمد سعید خلخالی که چاپ سنگی دارد، و شرحی به نام تحفه‌المراد از حکیم عباس شریف دارابی که به اهتمام فضل‌الله لایق در تهران، ۱۳۳۷ منتشر شده است.

## حکایت‌ها
روزی مجلسی در یکی از کاخ‌های شاه برقرار بوده که شیخ بهایی و میر فندرسکی نیز در آن مجلس حاضر بوده‌اند، ناگهان شیری از شیرخانه شاهی رها شده، و وارد این مجلس می‌شود، شیخ بهایی هراسیده، نیمی از صورت را پوشاند؛ ولی میر حرکت نکرده و شیر هم در آن مجلس گردیده، و کسی را آزار نداد.